# Pierre Souvestre
Pierre Souvestre (Plomelin, 1º giugno 1874 – Parigi, 26 febbraio 1914) è stato un avvocato, giornalista e scrittore francese, co-creatore, insieme a Marcel Allain, del personaggio criminale di Fantômas.

## Biografia
Figlio di un ex prefetto, Souvestre si diplomò a Parigi al liceo Janson-de-Sailly, poi studiò giurisprudenza e divenne prima avvocato e successivamente giornalista. Nel 1906 fondò una rivista mensile, assumendo come segretario di redazione Marcel Allain. Nel 1909, quando era già un personaggio conosciuto nei circoli letterari francesi, Souvestre pubblicò il suo primo romanzo, Le Rour, scritto insieme ad Allain. Nel 1911 Souvestre e Allain intrapresero la scrittura del primo romanzo di Fantômas su richiesta della casa editrice Arthème Fayard. Il successo fu immediato e i due scrissero altri romanzi con lo stesso personaggio. Souvestre si interessò anche di automobili, su cui scrisse anche alcuni libri.
Souvestre morì di polmonite a 39 anni. La sua compagna, Henriette Kistler, sposò qualche anno dopo Marcel Allain, che continuò da solo la saga di Fantômas.

## Opere

### Romanzi con Fantômas
- 1911, Fantômas (Fantômas), stampato nel 2001 nella collana Il Giallo Mondadori con il numero 2740.
- 1911, Juve contro Fantomas (Juve contre Fantômas)
- 1911, L'assassino cadavere (Le mort qui tue)
- 1911, L'agente segreto (L'agent secret)
- 1911, Un illustre prigioniero di Fantomas (Un roi prisonnier de Fantômas)
- 1911, Il poliziotto criminale (Le policier apache)
- 1911, L'impiccato di Londra (Le pendu de Londres)
- 1911, La figlia di Fantomas (La fille de Fantômas) (ISBN 1932983562)
- 1911, Taxi notturno (Le fiacre de nuit)
- 1911, La mano tagliata (La main coupée)
- 1912, L'arresto di Fantomas (L'arrestation de Fantômas)
- 1912, Il giudice scassinatore (La livrée du crime)
- 1912, L'agenzia del crimine (L'evadée de Saint-Lazare)
- 1912, La morte di Juve (La mort de Juve)
- 1912, Fandor scomparso (La disparition de Fandor)
- 1912, Il matrimonio di Fantomas (Le mariage de Fantômas)
- 1912, La morte di lady Beltham (L'assassin de lady Beltham)
- 1912, La vespa rossa (La guêpe rouge)
- 1912, Scarpe letali (Les souliers du mort)
- 1912, Il treno scomparso (Le train perdu)
- 1912, L'amore di un principe (Les amours d'un prince)
- 1912, Bouquet mortale (Le bouquet tragique)
- 1913, Il fantino mascherato (Le jockey masqué)
- 1913, La bara vuota (Le cercueil vide)
- 1913, La regina creatrice (Le faiseur de Reines)
- 1913, Il cadavere gigante (Le cadavre géant)
- 1913, Il ladro d'oro (Le voleur d'or)
- 1913, Sangue in serie (La série rouge)
- 1913, L'hotel del crimine (L'hôtel du crime)
- 1913, La cravatta del boia (La cravate de chanvre)

### Libri di automobilismo
- 1903, Silhouettes sportives
- 1907, Histoire de l'automobile
- 1908, L'auto, comment s'en servir, son entretien
- 1910, Dictionnaire français-anglais de l'automobile

## Nella cultura di massa
- Pierre Souvestre è uno dei protagonisti del romanzo Vendetta per vendetta di Stephen Gunn, nella serie Il profesionista, [2]